# Tropicana Field
Il Tropicana Field (precedentemente conosciuto come Florida Suncoast Dome (1990-1993) è uno stadio coperto situato a Saint Petersburg in Florida. Ospita le partite dei Tampa Bay Rays di Major League Baseball. È l'unico stadio della storia ad aver ospitato intere stagioni professionistiche di baseball, football, hockey e football a 8, oltre a partite di pallacanestro e football collegiale. Attualmente è l'unico stadio della MLB ad avere un tetto fisso, non retrattile.

## Storia
Lo stadio fu inaugurato nel 1990, ma rimase senza squadre fino al 1991, quando divenne la casa dei Tampa Bay Storm di Arena Football League. Nel 1993 anche i Tampa Bay Lightning di National Hockey League si trasferirono qui. Entrambe le squadre si spostarono al nuovo Ice Palace nel 1996, mentre la prima partita dei Rays si tenne il 31 marzo 1998 contro i Detroit Tigers.
Tra il dicembre del 2020 e l'aprile del 2021 ha ospitato tutti gli eventi della World Wrestling Entertainment, la federazione di wrestling più importante al mondo, in un set a porte chiuse con pubblico collegato in videoconferenza chiamato WWE ThunderDome.
Gran parte della membrana traslucida in fibra di vetro del tetto del Tropicana Field è stata distrutta dall'uragano Milton il 9 ottobre 2024. Lo stadio era stato allestito come base per i soccorsi. A causa dei progetti di costruzione di un nuovo stadio per i Rays, il futuro del Tropicana Field è in pericolo.